# Adrian Gardner

a Compétitions nationales et continentales officielles uniquement.

b Matchs officiels uniquement.
Adrian Gardner dit Ade Gardner, né le 26 juin 1983 à Barrow-in-Furness, est un joueur de rugby à XIII anglais évoluant au poste d'ailier dans les années 2000. Il a été sélectionné en sélection anglaise et sélection britannique, participant avec la première à la coupe du monde 2008. En club, il a effectué la majeure partie de sa carrière au St Helens RLFC qu'il a rejoint en 2001, y devenant l'un des titulaires indiscutables.

## Palmarès
- Meilleur marqueur d'essais de la Super League : 2006 et 2008 (St Helens)